# EN115

## Caldas da Rainha - Loures

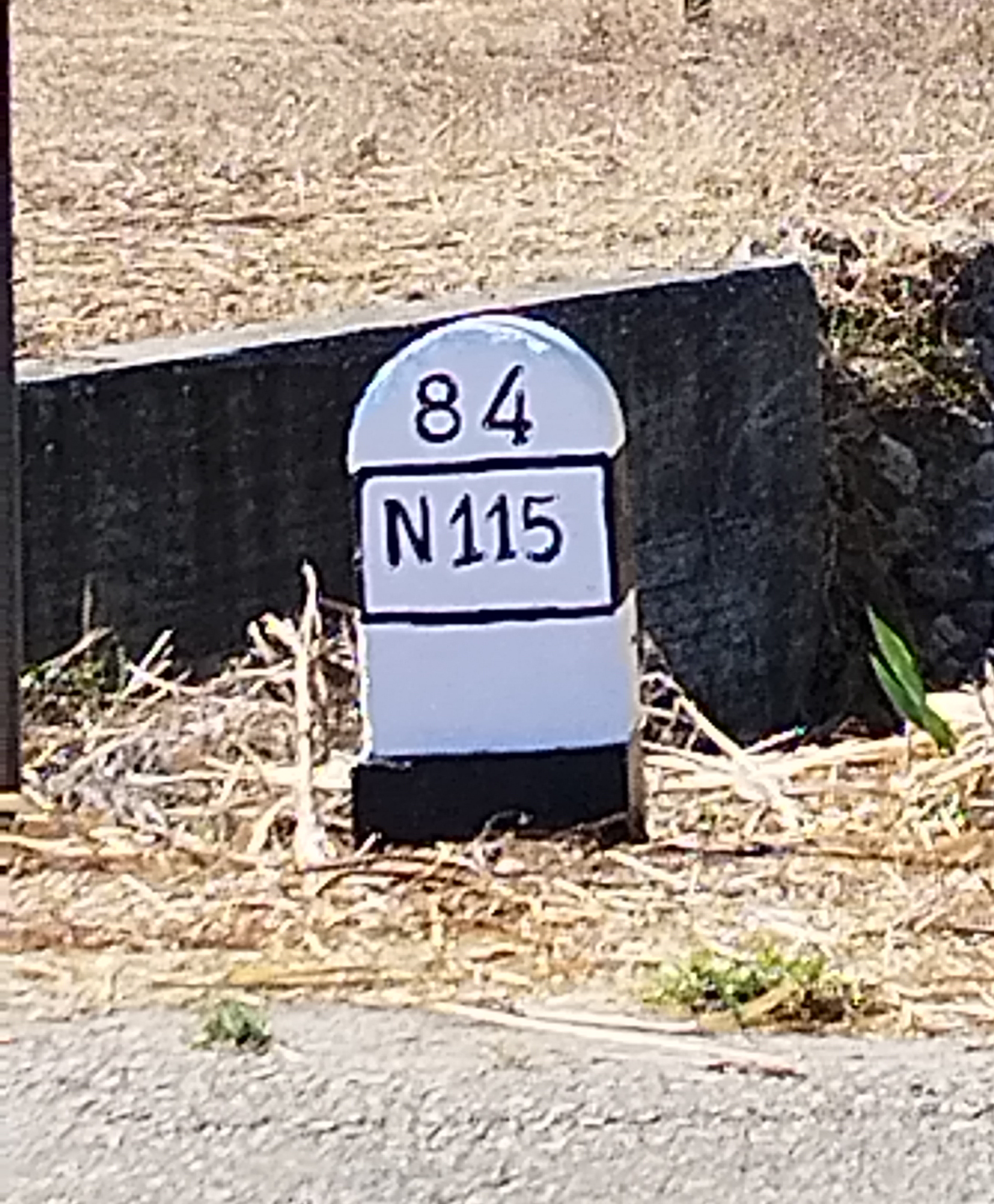
Marco miriamétrico, assinalando em Loures o trajeto final de 1945 da Estrada Nacional n.º 115

A EN 115 é uma estrada nacional que integra a rede nacional de estradas do Plano Rodoviário Nacional. 
Foi criada pelo Plano Rodoviário Nacional de 1945 (PRN 45 - Plano Rodoviário Nacional 1945), classificada em projeto como estrada nacional de 1º classe. O projeto original desta estrada tinha como objetivo promover a uma ligação da região Oeste (sub-região) a zona periférica da Grande Lisboa em Loures em 84km e com um desnível positivo de 1759m.
Faz a ligação de Caldas da Rainha a Loures, paralelamente à estruturante N8.

## Caracterização

### Caldas da Rainha – Vila Verde dos Francos
lanço inicial da EN115  de 37km, nos primeiros quilómetros cruza a EN114, e iniciando um percurso de pequenas colinas acumulando altimetria atá a localidade do Casarão, percorrendo depois as curvas do vale da Vermelha (Cadaval),
Entre a localidade do Casarão (Cadaval) e o alto do Bacalhau (146m) partilha o seu percurso com a EN361.
Na fase final deste troço entre as localidades de Vilar (Cadaval) e Vila Verde dos Francos o percurso é quase de montanha tornando-se numa estrada cénica até ao passo em Casais da Portela (Alenquer) entre as 2 Montanhas junto ao pico de Beibote com cerca de 230m de altimetria.

### Casais da Portela – Sobral de Monte Agraço
lanço com cerca de 20Km, que cruza diversas aldeias pitorescas e de elevada relevância histórica, como a aldeia de Cortegana (Alenquer)  considerada a Sintra da Região Oeste, Merceana (Alenquer) e Aldeia Galega da Merceana, no final do troço é marcado pelos picos de Corujeira e Cabeço do Rei antes de chegar a localidade de Sobral de Monte Agraço.

### Sobral de Monte Agraço – Loures
Lanço final com 27km, nessa fase atinge o ponto de maior altitude da EN115 junto a Serra de Alqueidão 354m, passagem da aldeia de Casal das figueiras. Inicia a descida para o vale de bucelas com o desnível de 345m até a Cidade de Loures com altitude de 9 m.

## Percurso

### Caldas da Rainha - Loures(inclui troços desclassificados)
| Nome da saída/Localidade intermédia | Município              | Estrada que liga | Designação oficial |
| ----------------------------------- | ---------------------- | ---------------- | ------------------ |
| Caldas da Rainha                    | Caldas da Rainha       | N 8              | N 115              |
| Gaeiras                             | Óbidos                 | N 114            | N 115              |
| Sancheira Grande (Óbidos)           | Óbidos                 |                  | N 115              |
| Palhoça (Cadaval)                   | Cadaval                | N 366            | N 115              |
| Dagorda (Cadaval)                   | Cadaval                |                  | N 115              |
| Vermelha (Cadaval)                  | Cadaval                |                  | N 115              |
| Cadaval                             | Cadaval                | N 361            | N 115              |
| Vilar (Cadaval)                     | Cadaval                |                  | N 115              |
| Vila Verde dos Francos              | Alenquer               |                  | N 115              |
| Atalaia (Alenquer)                  | Alenquer               | N 365            | N 115              |
| Cortegana (Alenquer)                | Alenquer               |                  | N 115              |
| Merceana (Alenquer)                 | Alenquer               | N 9              | N 115              |
| Aldeia Galega da Merceana           | Alenquer               |                  | N 115              |
| Carmões                             | Torres Vedras          | N 374            | N 115              |
| Freiria                             | Torres Vedras          | N 115-3          | N 115              |
| Sobral de Monte Agraço              | Sobral de Monte Agraço | N 248            | N 115              |
| Arranhó                             | Arruda dos Vinhos      |                  | N 115              |
| Vila Nova (Loures)                  | Loures                 |                  | N 115              |
| Bemposta (Loures)                   | Loures                 |                  | N 115              |
| Bucelas                             | Loures                 | N 116            | N 115              |
| São Julião do Tojal                 | Loures                 | A9               | N 115              |
| Santo Antão do Tojal                | Loures                 |                  | N 115              |
| Loures                              | Loures                 | N 8 / A8         | N 115              |

## Rota Estrada Nacional
A rota das estradas nacionais de Portugal é um movimento e uma lista de estradas recomendadas para viajar em 2 rodas, permitindo recolher e disfrutar de gastronomia, cultura e locais de significativo interesse.  
A   N 115  está classificada como Rota Estrada Nacional

## Ramais
N 115-1: Para Cercal
N 115-2: Para Torres Vedras (proximidades)
N 115-3: Para Freiria - Cadafais
N 115-4 Para Carregado
N 115-5: Para estação da Póvoa de Santa Iria

## Galeria

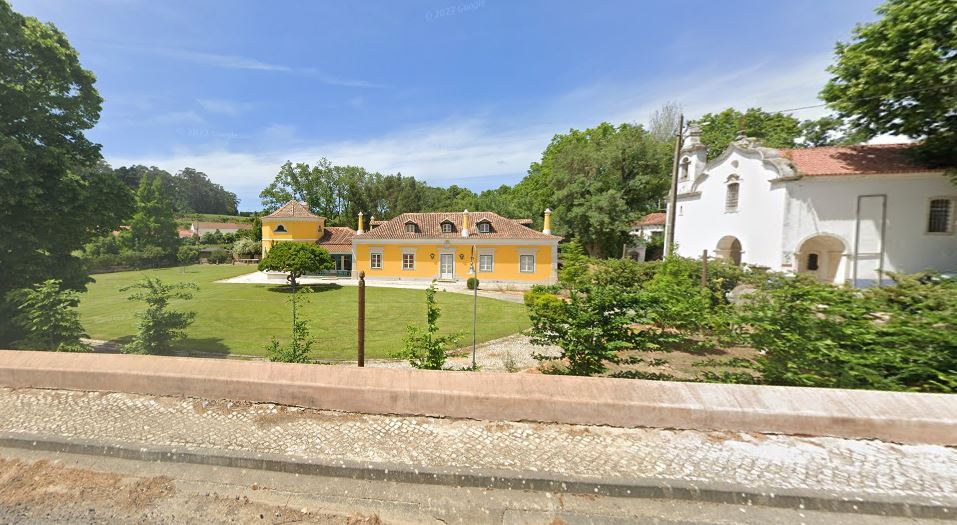
Cortegana - Quinta da Ribeira da Madalena
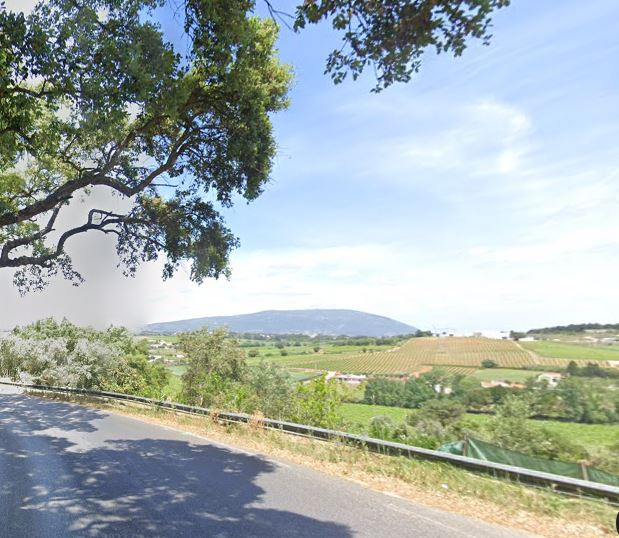
Km 45 Freixal do Meio - Vista para Serra de Montejunto
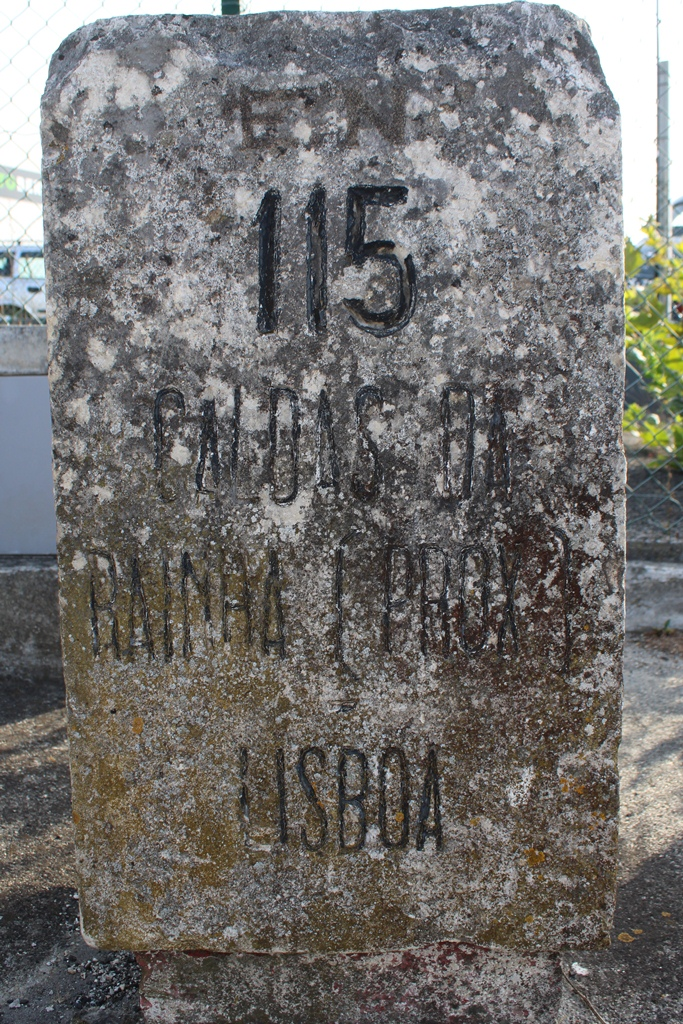
Marco Miriamétrico ao km0 em Caldas da Raínha